# Minerva (Panzerwagen)
Der Panzerwagen Minerva (französisch: Auto Mitrailleuse Minerva, kurz AMM) war ein Panzerwagen der vom belgischen Hersteller Minerva Motors zu Beginn des Ersten Weltkriegs entwickelt wurde.

## Geschichte

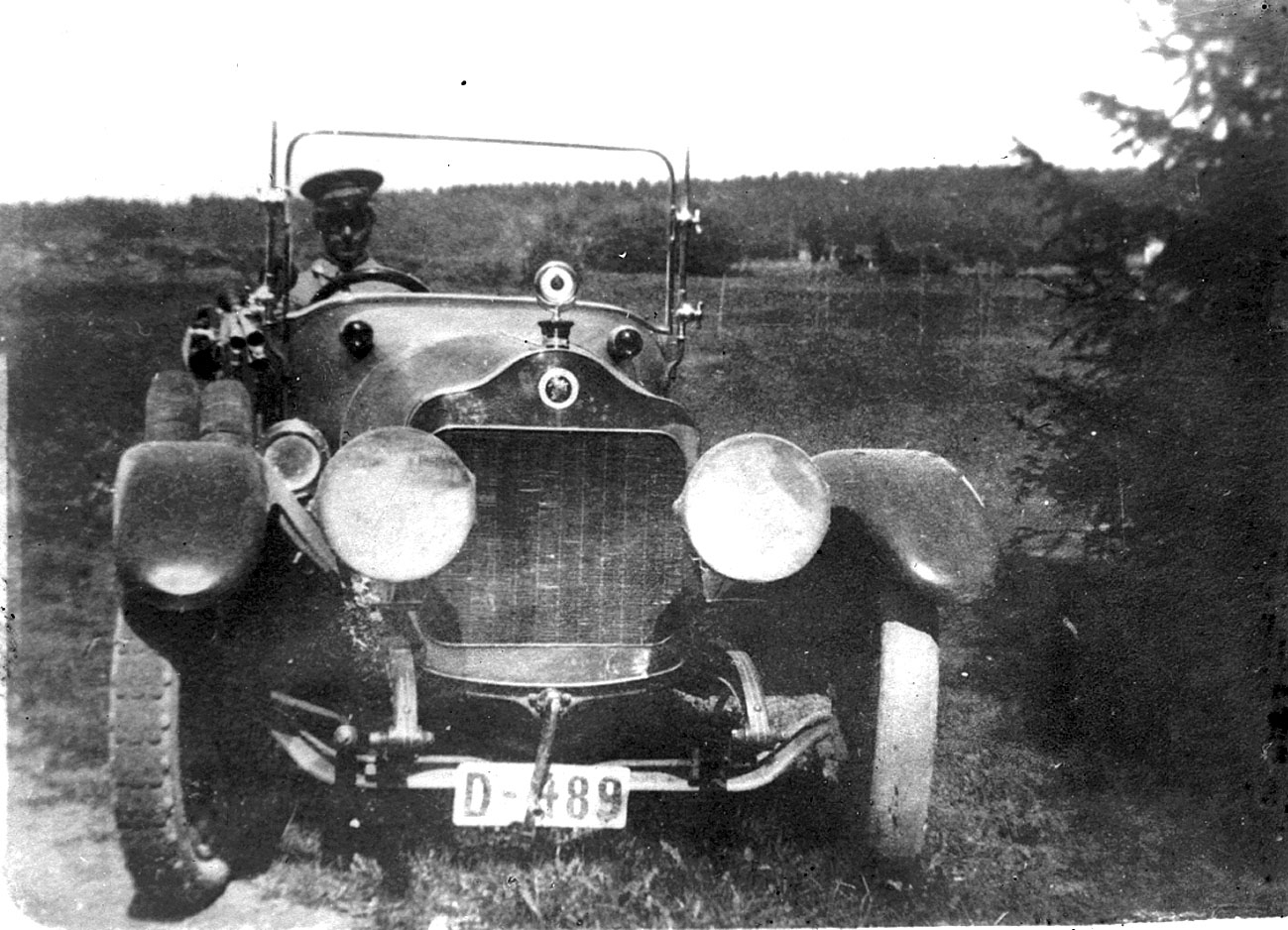
Der Minerva GG Torpedo, das Grundfahrzeug der Panzerwagen

In den Jahren 1911 und 1912 setzte das Königreich Italien während des Italienisch-Türkischer Krieg zum ersten Mal gepanzerte Fahrzeuge in Kampfhandlungen ein. Belgien übernahm die Erfahrungen und war 1914 die erste Nation, welche im Ersten Weltkrieg gepanzerte Fahrzeuge einsetzte. Im August 1914 wurden dem Leutnant Henkart zwei Fahrzeuge übergeben, welche testweise gepanzert wurden, wobei eines der Fahrzeuge vom Typ Minerva GG Torpedo war. Nachdem das Fahrzeug umgebaut wurde, übergab man es für Testzwecke der belgischen Armee, welche davon überzeug war und weitere Fahrzeuge dieses Typs forderte.

## Produktion
Während der Belagerung von Antwerpen vom 20. August bis zum 10. Oktober 1914 wurden 35 Minerva GG Torpedo zerlegt und mit Panzerplatten und Maschinengewehren bei S. A. Cockerill versehen. Die geringe Stückzahl von Cockerill lässt sich darauf zurückführen, dass die Arbeiten nach der Eroberung von Antwerpen eingestellt wurden.
Danach wurde die Produktion verlagert und von den Automobilherstellern Mors und SAVA weitergeführt, wobei es hier nur zu Umbauten und keinen Neubauten kam. So verließen im Oktober 1915 zwölf umgebaute Fahrzeuge das Werk von Mors und wurden in das Russische Kaiserreich gebracht.

## Technische Beschreibung
Als Grundfahrzeug des Minerva Panzerwagen diente der Minerva GG Torpedo. Angetrieben wurde das Fahrzeug durch einen 40 PS starken Vierzylinder-Ottomotor der Serie Minerva 8L. Damit konnte das Fahrzeug bei optimalen Bedingungen eine Höchstgeschwindigkeit von 40 km/h erreichen. Der Kraftstoffvorrat reichte für 145 Kilometer. Der Kraftfahrer saß auf der rechten Seite, während der Raum auf der linken Seite leer war oder mit einem Sitz für den Kommandanten während der Fahrt ausgerüstet war. ls drittes Besatzungsmitglied befand sich der Maschinengewehrschütze hinter dem Kraftfahrer und bediente das Maschinengewehr. Zusätzlich konnten noch bis zu drei Schützen mit Gewehren mitgenommen werden.
Das Chassis und der Aufbau wurden mit rund drei Millimeter dicken Stahlplatten verstärkt. Der Bereich des Kraftfahrers war rechts, links, nach vorne und oben hin gepanzert. Nach rechts und links konnte er durch kleine Sehschlitze schauen. Vorn rechts gab es eine verschließbare Klappe für den Kraftfahrer für die Sicht nach vorn. Auf der linken Seite befand sich ein Scheinwerfer für Fahrten bei Dunkelheit, zum Blenden des Gegners oder zum Beleuchten des Gefechtsfeldes. Der Motorblock war ebenfalls mit Stahlplatten gepanzert und über drei Zugänge erreichbar. Zwei Luken befanden sich je rechts und links auf dem Motor sowie ein doppeltüriger Zugang an der Frontseite. Die Räder wurden nicht geschützt. Der Kampfraum war nach oben hin offen und dem Gegner oder der Witterung ausgesetzt. In der Mitte des Kampfraumes befand sich eine Lafette für das Maschinengewehr. Dieses verfügte über eine Halterung, die es dem Maschinengewehrschützen ermöglichte, einen Winkel von 360° abdecken zu können.
Als Bewaffnung wurden unterschiedliche Maschinengewehre genutzt. Die belgische Arme nutzte das 8-mm-Hotchkiss M1909 während die Truppen in Russland das 7,92-mm-Maxim M1910 nutze. Einige wenige Fahrzeuge, vermutlich auch nur eines, wurde 1919 mit einer 3,7-cm-Puteaux SA 18 ausgerüstet. Um das erhöhte Gewicht tragen zu können, wurde die Hinterachse mit Doppelrädern ausgestattet. Um die Stabilität zusätzlich zu erhöhen, verfügte das Fahrzeug über keine Türen, wodurch die Besatzung über die Wände in das Fahrzeug klettern musste. Durch das hohe Gewicht war die Geländegängigkeit stark eingeschränkt und schnelle Fahrten ohne Schäden nicht möglich.

## Einsatz

### Belgische Armee

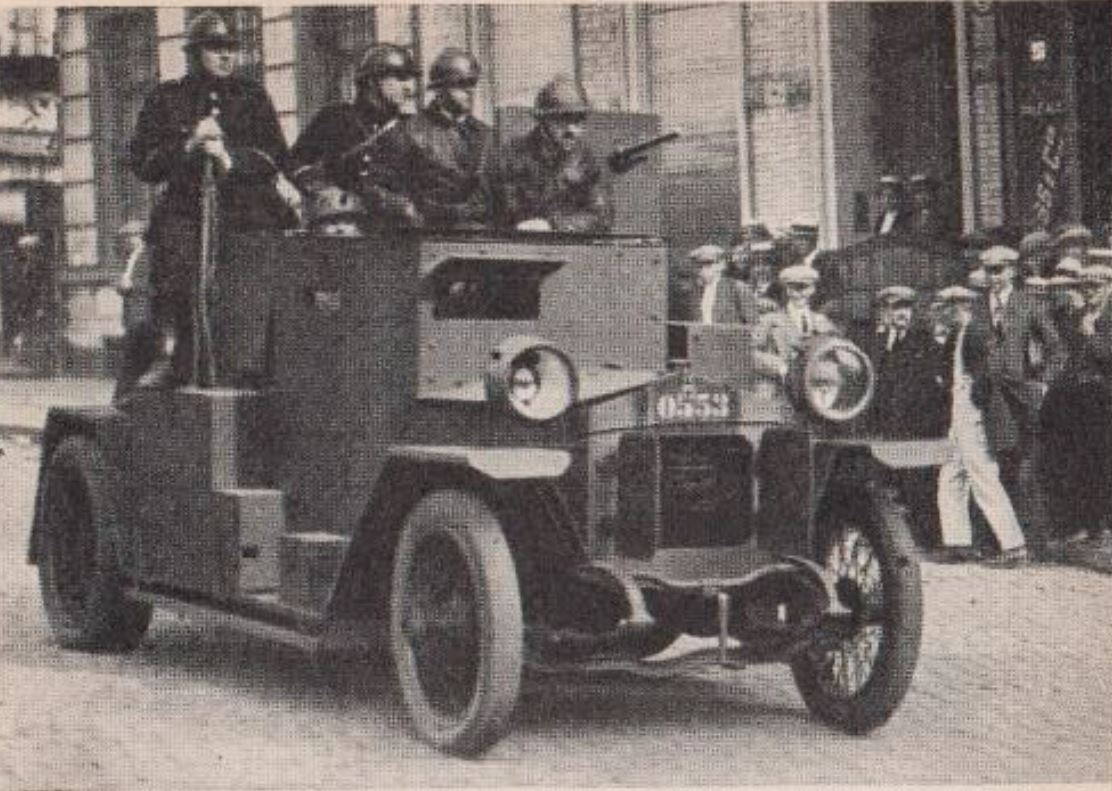
Panzerwagen Minerva Mle 1914 in Brüssel 1933

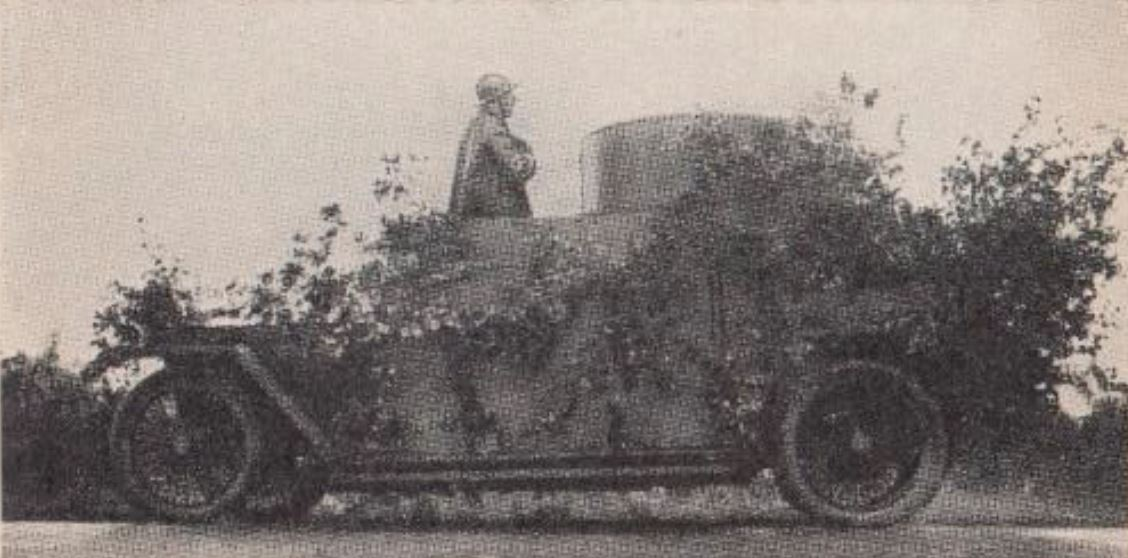
Panzerwagen Minerva Mle 1914/16 während eines Manövers im Jahr 1933

Die belgische Armee war die erste Armee, welche in den ersten Tagen des Ersten Weltkrieges gepanzerte Fahrzeuge in großem Umfang als militärische Waffe einsetzte. Die Fahrzeuge wurden immer zu drei Panzerwagen als motorisierte Kavallerieeinheit eingesetzt. Die Fahrzeuge wurden hauptsächlich zur Aufklärung, als Infanterieunterstützung oder als schnelle Eingreiftruppe hinter den gegnerischen Linien eingesetzt. Auch zur Übersendung von Nachrichten über längere Entfernungen eignete sich der Panzerwagen sehr gut. Da die belgischen Truppen den deutschen zahlenmäßig deutlich unterlegen waren, wurden die Panzerwagen Nadelstichangriffen kurz eingesetzt und zogen sich danach schnellstmöglich zurück.
Nachdem die Westfront hinter der überfluteten Yser stabilisiert und der deutsche Vorstoß aufgehalten wurde, hatte sich die Front in einen Stellungskrieg verändert. Aus diesem Grund hatte die belgische Armee keinen Bedarf mehr an schnellen Panzerfahrzeugen. Viele Fahrzeuge überstanden den Krieg, wurden verbessert und noch bis ins Jahr 1935 bei Einheiten der Gendarmerie eingesetzt.

### Russische Armee
Aufgrund der festgefahrenen Westfront, schlug der russische Militärattaché den belgischen Streitkräften vor, dass die Panzerwagentruppe an der Ostfront mehr von Nutzen sein könnte. Dort war die Front sehr agil und änderte sich durch Geländegewinne beider Seiten ständig. Daraufhin reichte Zar Nikolaus II. eine offizielle Anfrage König Albert von Belgien ein. Daraufhin wurde beschlossen, zwölf umgebaute Fahrzeuge von Mors mit 333 belgischen Soldaten nach Russland zu schicken. Da Belgien und Russland keine offiziellen Verbündeten waren, kämpften die belgischen Soldaten aus rechtlichen Gründen als Freiwillige der Kaiserlich Russischen Armee. Am 22. September 1915 verließen die die Truppen Brest und erreichten am 13. Oktober Archangelsk. Über Petrograd wurden sie nach Galizien geschickt, wo sie hauptsächlich gegen österreich-ungarische Truppen kämpften. Mit dem Beginn der Februarrevolution 1917 kämpften sie weiter an der Seite Russlands bis zum Friedensvertrag von Brest-Litowsk. Bis zu diesem Zeitpunkt verloren die Truppen 16 Soldaten und einen Panzerwagen.
Daraufhin wurden die belgischen Truppen zurückbeordert. Die Rückreise war mit den Panzerwagen über Archangelsk aufgrund der entbrannten Kämpfe nicht mehr möglich. Daraufhin folgten die Belgier dem Vorbild der Tschechoslowakischen Legionen und nutzten die Transsibirische Eisenbahn für den Rückzug. Die verbliebenen Panzerwagen wurden von den Besatzungen auf Eisenbahnwagen mitgeführt. Der Weg führte sie durch Nordchina bis Wladiwostok. Am 18. April 1918 gingen sie an Bord des US-amerikanischen Schiffes SS Sheridan und fuhren nach San Francisco. Von dort fuhren sie mit dem Zug quer durch die Vereinigten Staaten bis nach New York City. Am 15. Juni 1918 verließen sie die Stadt und erreichten am 23. Juni 1918 erreichten Paris. Kurz darauf wurde das belgische Freiwilligenkorps aufgelöst.

### Deutsche Armee
Den deutschen Truppen gelang es während des Einmarsches in Belgien drei Fahrzeuge zu erbeuten. Diese wurden aufgrund des Stellungskrieges an der Westfront bei der Invasion Rumäniens und an der Ostfront eingesetzt. An dieser Front konnten die Truppen einen weiteren Panzerwagen der belgischen Freiwilligen erbeuten. Noch während der Novemberrevolution wurde dieser in Russland erbeutete Panzerwagen in Deutschland eingesetzt.

## Varianten
Vom Panzerwagen Minerva gab es über die Jahre hinweg verschiedene Modifikationen und Verbesserungen.

### Mle 1914
Bei der ersten Version des Panzerwagen war der Kampfraum in der Mitte des Fahrzeugs nach oben offen. An der linken Seite befand sich ein Drehpivot, in dem ein 8-mm-Hotchkiss M1909 angebracht wurde. Damit konnte man nahezu in alle Richtungen wirken. Dennoch war der offene Kampfraum für die Besatzung gefährlich, da sie feindlichem Feuer ungeschützt ausgesetzt war. So wurde der Leutnant Charles Henkart mit seiner Besatzung am 6. September 1914 getötet, als deutsche Truppen vorrückten und den Panzerwagen über den offenen Kampfraum erbeuteten. Im weiteren Verlauf des Krieges erhielt der Wagen mehrere Kampfwertsteigerungen. Die erste war dabei das hinzufügen eines gepanzerten Schilds für das Maschinengewehr. Dadurch wurde der Maschinengewehrschütze im Einsatz besser geschützt.

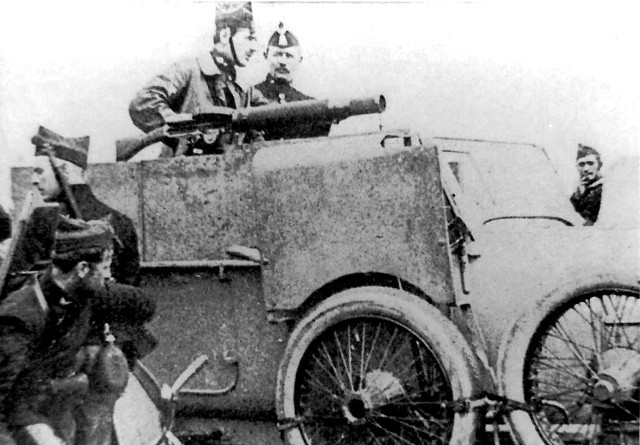
Panzerwagen Minerva mit Lewis 1914 M. G.
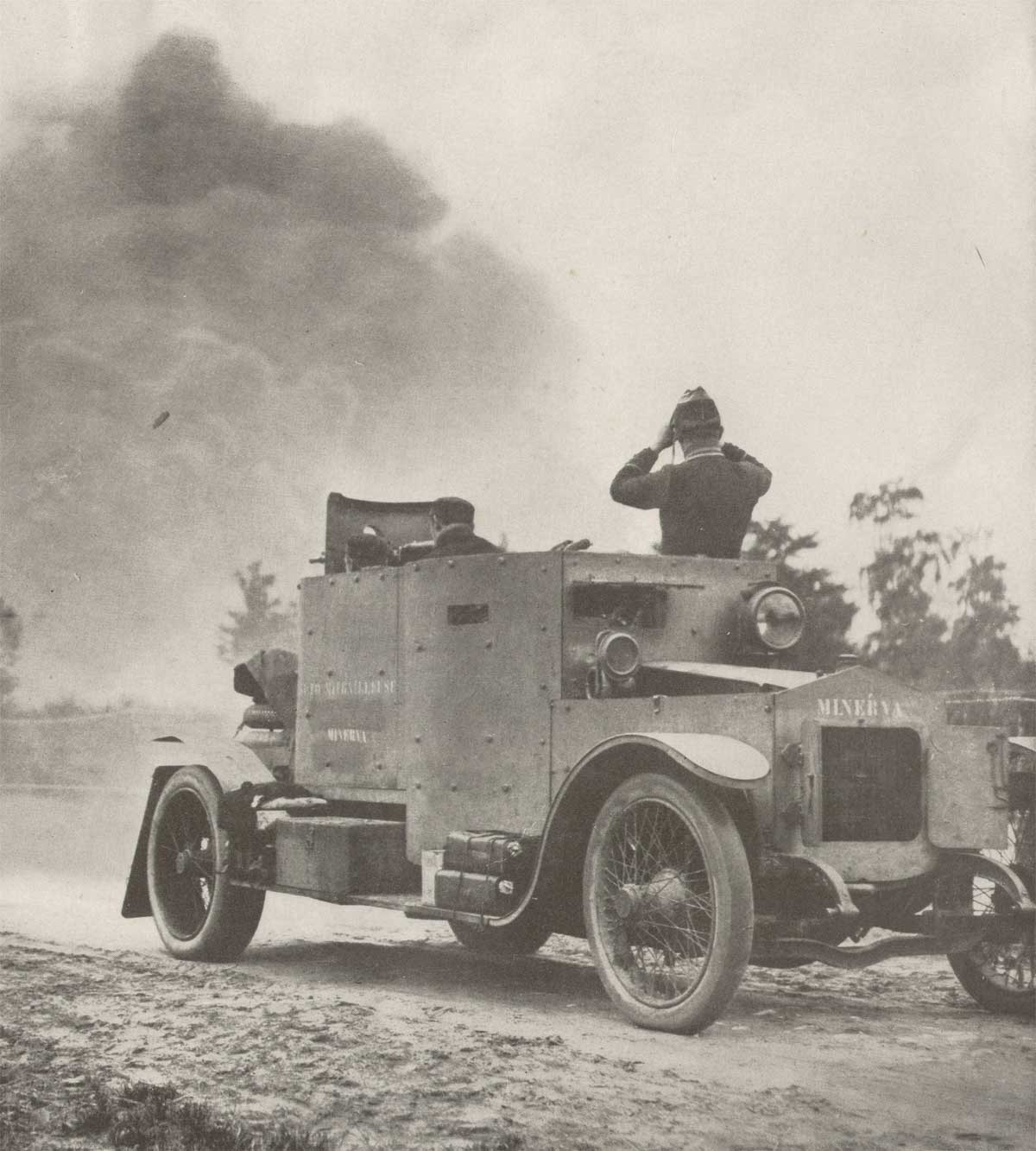
Panzerwagen Minerva mit Schutzschild am Hotchkiss M1909 M. G.

### Mle 1914/16
1916 überarbeitete man das Design des Panzerwagens. Der offene Aufbau wurde mit einem gepanzerten Dach versehen und das Maschinengewehr befand sich nun in einem drehbaren Geschützturm. Weiterhin wurden zwei Seitentüren hinzugefügt. Mindestens ein Exemplar wurde 1919 mit einer 3,7-cm-Puteaux ausgerüstet. Wie viel insgesamt damit ausgestattet wurden, ist unbekannt. Diese Fahrzeuge wurden von der Société Anversoise pour la Fabrication de Voitures Automobiles (kurz SAVA) umgebaut.

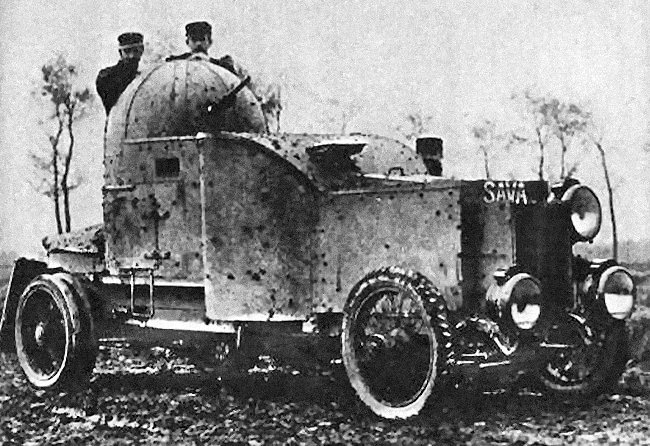
Umgebaute Version Mle 1914/16 mit Geschützturm von SAVA
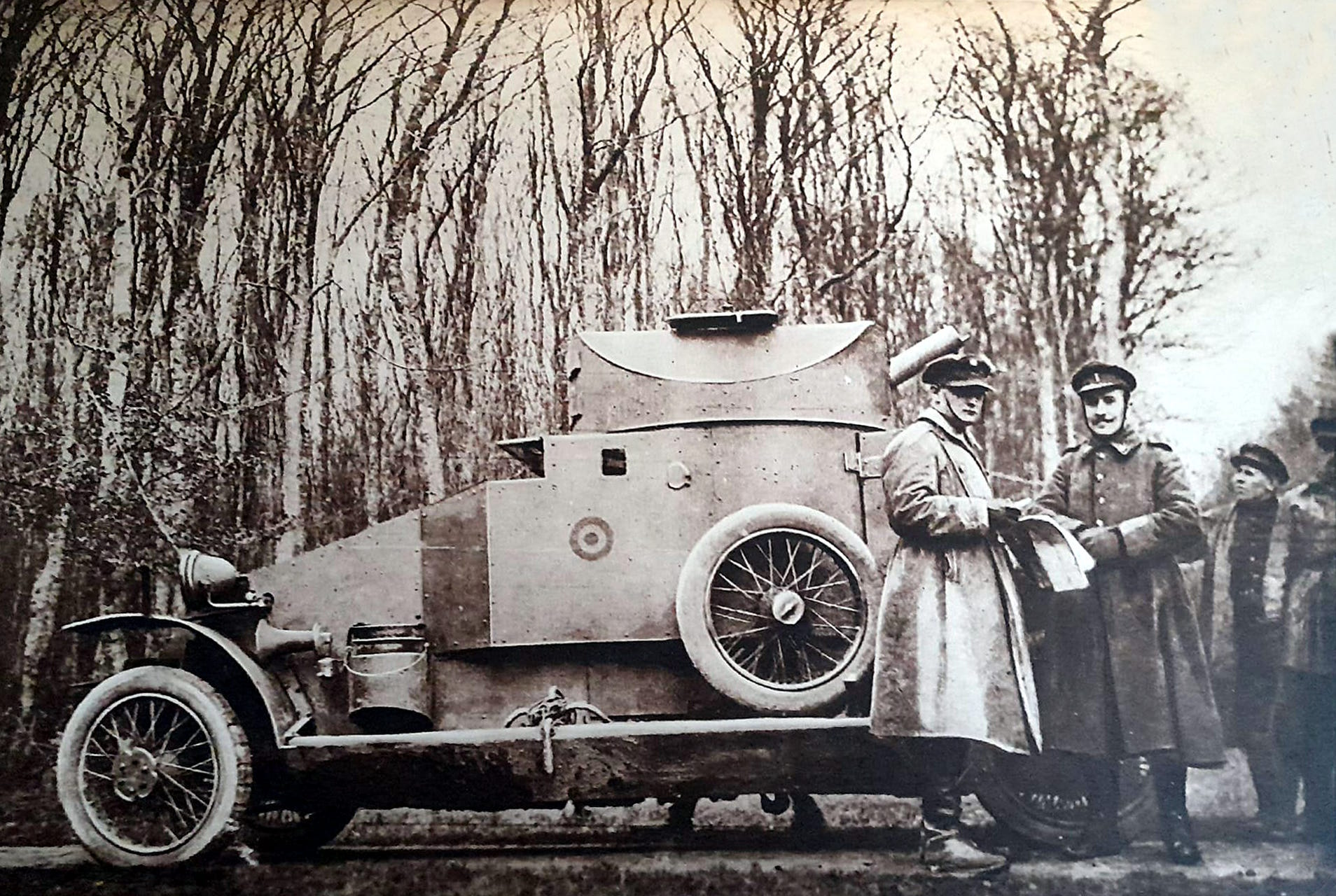
Umgebaute Version Mle 1914/16 mit vergrößertem Geschützturm

### Mle 1919
Nach dem Ende des Krieges wurde der Aufbau des Panzerwagen leicht verändert. Auf einen Geschützturm wurde verzichtet, da man durch die Erfahrungen des Stellungskrieges keinen Bedarf an schnellen Fahrzeugen mehr sah. Vielmehr wurde der hintere Teil des Wagens erhöht und mit einer zweiflügeligen Luke ausgestattet. Dadurch war es dem darin stehenden Soldaten möglich, das Vorfeld geschützt zu beobachten und Aufklärungsergebnisse weiterzugeben. Auch verfügte der Kraftfahrer nun über zwei Luken nach vorn, wobei die neue Linke kleiner war als die Rechte.

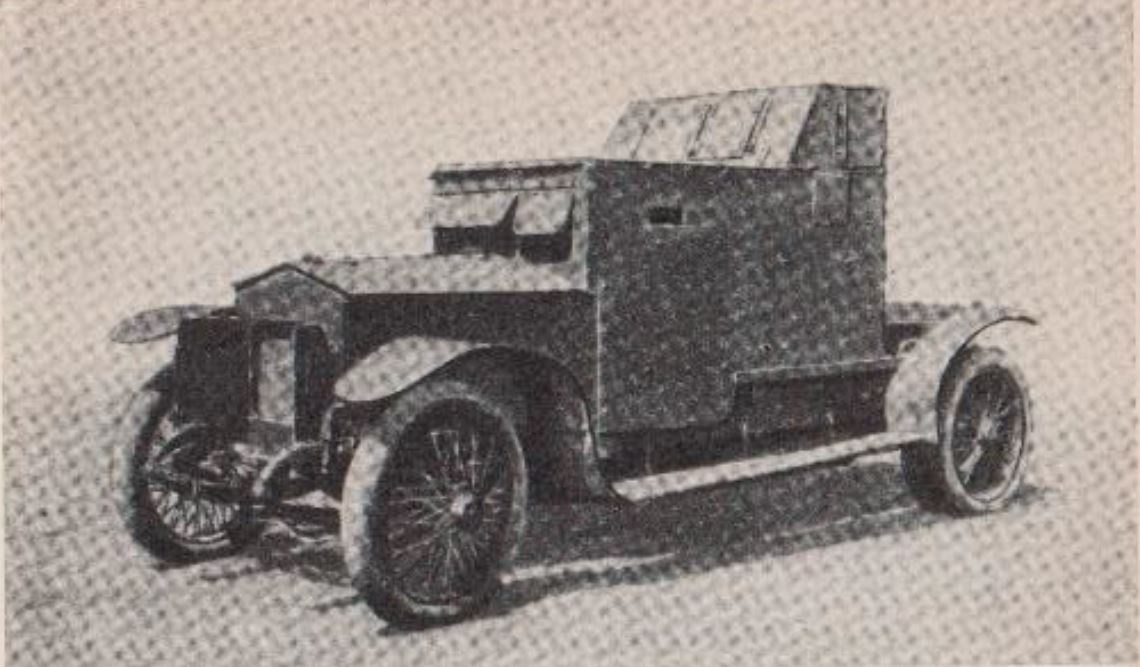
Panzerwagen Minerva Mle 1919

### Mle 1928
1928 wurden einige Panzerwagen weiter umgebaut. Dabei wurde der Aufbau auf dem Fahrgestell verlängert und der Teil mit dem hinten liegenden Ersatzrad überbaut. Dort wurde ein Geschützturm aufgesetzt, welcher über eine Betonpanzerung verfügte. Die Frontpanzerung wurde abgerundet und zwischen den beiden Luken des Kraftfahrers befand sich kleiner Suchscheinwerfer. Durch den Umbau im hinteren Teil, wurde die Hinterachse zur Hälfte mit einer Panzerung versehen.

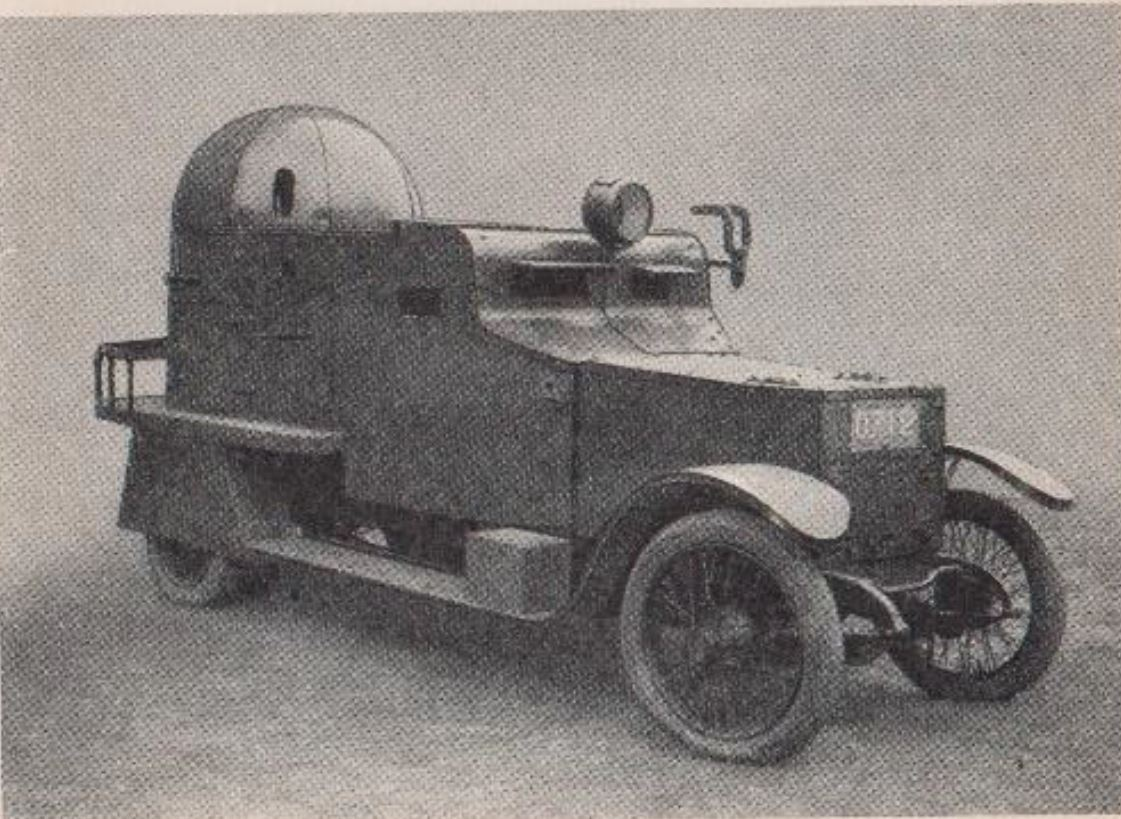
Panzerwagen Minerva Mle 1928

## Verbleib

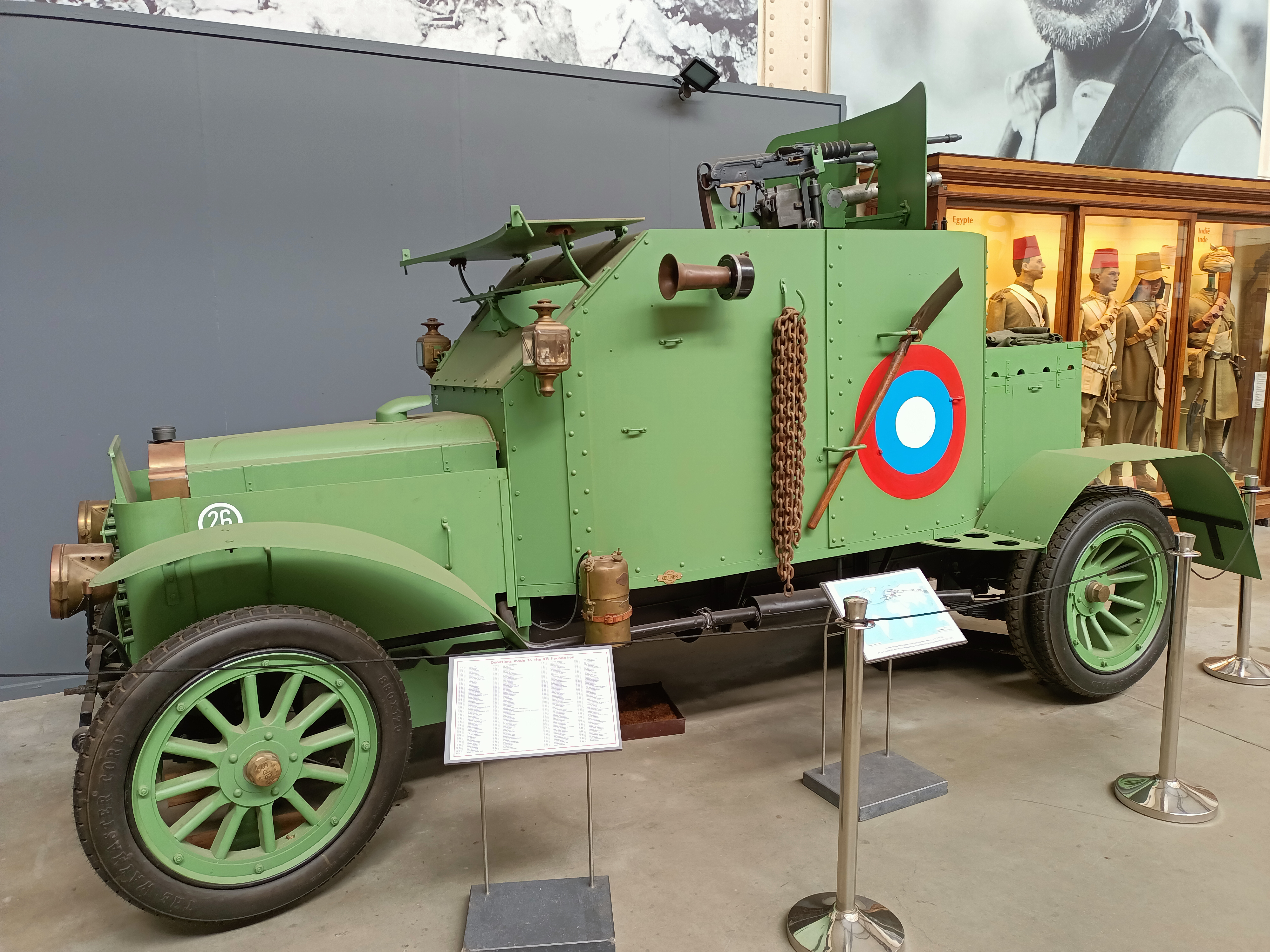
Nachbau eines Mors-Minerva Panzerwagen in Brüssel

Im Musée Royal de l’Armée in Brüssel befindet sich ein Nachbau eines Panzerwagen von Mors, wie er von den belgischen Freiwilligen in Galizien eingesetzt wurde.